# نادژدا رادزویچ
نادژدا رادزویچ (انگلیسی: Nadezhda Radzevich؛ زادهٔ ۱۰ مارس ۱۹۵۳) بازیکن والیبال اهل اتحاد جماهیر شوروی سوسیالیستی بود.